# Merkendorf (Itzgrund)
Merkendorf ist ein Gemeindeteil von Itzgrund im oberfränkischen Landkreis Coburg.

## Geographie
Der Weiler liegt etwa 16 Kilometer südwestlich von Coburg, am Fuße der 455 Meter hohen Eierberge. Durch den Ort fließt der Weizenbach, ein linker Zufluss der Itz.

## Geschichte
Merkendorf wurde erstmals im 9. Jahrhundert als „Merkeldorf“ in den Traditionen des Klosters Fulda genannt, die auf einer Abschrift im Codex Eberhardi aus dem 12. Jahrhundert beruhen. 1179 hieß der Ort Mirkendorf.
1862 erfolgte die Eingliederung in das neu geschaffene bayerische Bezirksamt Staffelstein. Merkendorf gehörte zum benachbarten Draisdorf.
1875 hatte der Weiler 22 Einwohner und 11 Gebäude. Die evangelische Schule und Kirche befanden sich im zwei Kilometer entfernten Herreth. 1925 lebten in Merkendorf 17 Einwohner in drei Wohnhäusern. Im Jahr 1987 umfasste der Weiler 13 Einwohner und drei Wohnhäuser mit drei Wohnungen.
Am 1. Juli 1972 wurde der Landkreis Staffelstein aufgelöst. Merkendorf wurde von Draisdorf nach Kaltenbrunn umgegliedert. Seitdem gehört der Weiler zum Landkreis Coburg. Im Zuge der bayerischen Gebietsreform verlor Kaltenbrunn am 1. Mai 1978 seine Selbstständigkeit als Gemeinde und wurde, wie sein Ortsteil Merkendorf, Gemeindeteil der Gemeinde Itzgrund.

### Einwohnerentwicklung
| Jahr      | 1875 | 1900 | 1925 | 1950 | 1970 | 1987 | 2018 |
| --------- | ---- | ---- | ---- | ---- | ---- | ---- | ---- |
| Einwohner | 22   | 21   | 17   | 40   | 21   | 13   | 21   |

## Städtefreundschaften
Merkendorf unterhält freundschaftliche Beziehungen zu anderen Orten im deutschsprachigen Raum mit demselben Namen. Die folgenden Orte haben sich zum Verein Europäische Merkendorfs e. V. zusammengeschlossen:
- Merkendorf bei Coburg in Bayern
- Merkendorf bei Bamberg in Bayern
- Merkendorf bei Ansbach in Bayern
- Merkendorf bei Zeulenroda-Triebes in Thüringen
- Merkendorf bei Eutin in Schleswig-Holstein
- Merkendorf bei Feldbach in der Steiermark

Alle zwei Jahre findet ein Treffen in einem anderen Merkendorf statt, um sich auszutauschen und sportliche und kulturelle Veranstaltungen durchzuführen.